# Monumento a los Defensores Caídos
L'escultura urbana coneguda pel nom Monumento a los Defensores Caídos, ubicada a la façana del temple de Sant Francesc d'Assís (plaça de la Gesta), a la ciutat d'Oviedo, Principat d'Astúries, Espanya, és una de les més d'un centenar que adornen els carrers de l'esmentada ciutat espanyola.
Aquesta escultura forma part de la més d'un centenar d'obres escultòriques que adornen els carrers i places de la ciutat d'Oviedo, generalment són monuments commemoratius dedicats a personatges d'especial rellevància, tot i que també n'hi ha més purament artístiques, sobretot des de finals del segle xx.
L'escultura, composta per una figura metàl·lica d'un Àngel de la Fe, amb un palmell de martiri a les mans, presenta una inscripció al·lusiva en llatí, col·locada a la peanya de pedra, sobre la qual està la metàl·lica figura. És obra de Fernando Cruz Solís, i està datada 1964.